# Alessandro Scarano
Alessandro Scarano (ur. 3 września 1983 w Borgo Maggiore) – Kapitan regent San Marino w 2023 roku.

## Życiorys
Ukończył prawo na uniwersytecie w Bolonii. W 2002 wstąpił do Chrześcijańsko-Demokratycznej Partii San Marino. Był deputowanym do Wielkiej Rady Generalnej w XXVII (2008-2012) i  XXX (od 2019) kadencji.
17 marca 2023 wybrany wraz z  Adele Tonnini na funkcję Kapitana regenta San Marino w kadencji od 1 kwietnia do 1 października 2023.